# Estádio São Benedito
Estádio São Benedito  – stadion w Bragança, Pará, Brazylia, na którym swoje mecze rozgrywa klub Bragantino Clube do Pará.